# Сокровище зверя-чародея
«Сокровище зверя-чародея» (англ. The Hoard of the Wizard-Beast) — фрагмент из черновика Говарда Филлипса Лавкрафта, написанный в соавторстве с Робертом Хейвордом Барлоу в 1933 году. Рассказ был написан в январе 1935 года и оставался не опубликованным до 1994 года в журнале «Necronomicon Press».

## Сюжет
На далекой планете, где обитают странные звери и растения, стоит многобашенный город Зет (англ. Zeth). Алчный старый чиновник обокрал казну и опустошил запасы фрулдеров (англ.Phrulder). Гифат Ялден доложил о краже Оорну, — виртуальному правителю и богу города. Ялден произнес традиционную молитву, а Оорн уставился на него своими тремя глазами и беззаботно жевал покрытое серой шерстью существо. Оорн изрек: «Гумай эре хфотуол лехехт тег» — и исчез в облаке розового дыма. Послушники перевели фразу: «Иди и убей зверя-чародея Анатаса, чтобы пополнить казну его сокровищами». Жители Уллатии (англ. Ullathia) боялись этого чудовища, обитающего в Пещере Трех Ветров (англ. Cave of Three Winds). Точно люди не знали его облик: это нечто вроде гигантской черной тени или студенистой массы гниющей плоти, или насекомое со странными частями. 
Ялден вышел в путь, взяв заклинание от жажды и голода и блестящий плащ, защищающий от злых эманаций, что появляются вблизи минералов, коими усеяна вся каменистая земля в округе. У него было снаряжение против ракообразных и смертельно-сладких туманов. Ялден поймал правителя белых червей по имени Саралл (англ. Sarall), который указал ему верный путь в обмен на свободу. Суровая и бесплодная была земля, по которой шел Ялден. Далеко, в пурпурной дымке, возвышались горы, где обитали древние монстры и существа, коих создал Анатас. По легенде, в пещере хранятся несметные сокровища, но никто не вышел живым оттуда и теперь их кости лежат у входа в пещеру, украшенным орнаментом. 
Ялден вошел в тоннель с низким сводом и попал в куполообразную пещеру, освещенную голубовато-серебряным светом. Пещера была прекраснее всего, что было во дворце Зета или даже в храме Оорна. Ялден вышел в расщелину в стене и прошел далеко вглубь скалы. Наконец, он вышел на открытое пространство, где земля сплошь вымощена пылающими углями, над которыми порхали птицы с головами виверн. По огненной поверхности скользили саламандры. На дальней стороне виднелась изящная лестница, что вела в сокровищницу. Набравшись смелости Ялден пошел прямо через огненное море и обжигающий пол разделился, образовав узкую дорожку из безопасной прохладной земли, ведущую прямо к золотому трону. Поднявшись по лестнице он оказался на помосте среди золотых реликвий других веков и Иных миров. 
Вдруг, из арки появилась бесформенная желеобразная тень, колоссальная и зловонная, бесконечно более отвратительная, чем сказано в легендах, и теперь её семь радужных глаз смотрели на Ялдена с безмятежным весельем. Анатас полностью выкатился из арки, сея некротический ужас и насмехаясь над маленьким испуганным завоевателем, прежде чем позволить орде слюнявых, голодных саламандр медленно подняться на помост.

## Персонажи
- Гифат Ялден (англ. Giphath Yalden) — рассказчик.
- Кишан (англ. Kishan) — старый хранитель казны, что умер много лун назад.
- Оорн (англ. Oorn) — существо крайне сомнительной природы, был виртуальным правителем Зета. Очевидно, он находился где-то во внешней бездне, но однажды ночью прибыл в Зет, где был заточен шамитскими жрецами. Оорд был стрнным аспектом, который мог мимикрировать, поэтому жрецы провозгласили его верховным богом Зет. Прославился как выносящий суждения и разгадывающий загадки.
- Анатас (англ. Anathas) — чудовище, обитающее в Пещере Трех Ветров. Никто не мог быть уверен в истинном облике Анатаса.
- Саралл (англ. Sarall) — повелитель белых червей.